# Gora Amulsar
Gora Amulsar är ett berg i Armenien. Det ligger i den sydöstra delen av landet, 110 kilometer öster om huvudstaden Jerevan. Toppen på Gora Kysyrdag är 2 988 meter över havet, eller 610 meter över den omgivande terrängen. Bredden vid basen är 8,4 km.
Terrängen runt Gora Amulsar är huvudsakligen lite bergig. Runt Gora Kysyrdag är det ganska glesbefolkat, med 42 invånare per kvadratkilometer.. Närmaste större samhälle är Jermuk, 13,4 kilometer norr om Gora Kysyrdag. 
Trakten runt Gora Amulsar består i huvudsak av gräsmarker.